# 楊節 (隆慶進士)
楊節（1531年—？），字子貞，河南開封府祥符縣人，民籍，明朝政治人物。

## 生平
嘉靖四十三年（1564年）甲子科河南鄉試第六十八名。隆慶二年（1568年）登戊辰科會試第二百五十二名，三甲第三百一十名進士。萬曆元年（1573年）十二月选授南京刑科给事中，出为黄州府知府，八年闰四月升四川提学副使，十五年二月起复山东副使，十六年正月升陕西苑马寺卿兼佥事、分巡平凉水利。

## 家族
曾祖楊和；祖父楊汧，訓導；父楊平，母李氏。慈侍下。